# Frizzy pazzy
Le Frizzy Pazzy (conosciute anche come Frizzi Pazzy o Scoppiettine) sono un tipo di gomma da masticare, in voga in Italia alla fine degli anni ottanta e mai sospese dalla vendita.
Si tratta di una bustina colorata (commercializzata prima arancio scuro, poi gialla e negli ultimi tempi rossa) contenente granuli che messi in bocca "scoppiano" e infine diventano una gomma da masticare.
"Hey, ragazzi, ecco la gomma che ci rende pazzi! – Frizzy Pazzy, la gomma più frizzante che c'è! – gioca con Frizzy Pazzy che divertire ti fa!", ripeteva lo spot che negli anni ottanta ha conquistato il palato di molti ragazzini.
Caratteristica principale di queste gomme — come indica anche il nome — è che frizzano in bocca a contatto con la saliva. La confezione tradizionale consiste in una bustina contenente 7 grammi di prodotto.
Attualmente è possibile trovarle in due varianti di gusto (fragola e cola), acquistabili su siti di vendita online, bar, tabacchi e distributori automatici.